# Euphorbia corallioides
Euphorbia corallioides är en törelväxtart som beskrevs av Carl von Linné. Euphorbia corallioides ingår i släktet törlar, och familjen törelväxter. Inga underarter finns listade i Catalogue of Life.